# Chinsali (Sambia)
Chinsali ist eine Stadt mit 38.805 Einwohnern (2022) in Sambia. Chinsali ist die Hauptstadt des gleichnamigen Distrikts und der 2011 neu geschaffenen Provinz Muchinga. Die Stadt liegt etwa 1270 Meter über dem Meeresspiegel am Fluss Luwu, einem Nebenfluss des Chambeshi.

## Geographie
Chinsali liegt im Muchinga-Gebirge. Der Ort liegt nördlich von Mpika am Tanzam Highway. Nach Osten erstreckt sich das obere Tal des Luangwa, nach Westen Kasama und das Bangweulubecken. Am Tanzam Highway befinden sich die Chipomafälle.

## Politik
Chinsali ist heute eine Hochburg der Opposition. Es ist eine Stadt, in der die Erinnerung an die Niederschlagung der Lumpa-Bewegung, einer christlichen, scharf anti-traditionellen Strömung der Alice Lenshina durch die Briten, was Tausende von Toten forderte, noch sehr wach ist. Maßgebliche Politiker aus der Zeit der Unabhängigkeit Sambias sind hier oder wie Kenneth Kaunda in der Nähe geboren, in Lubwa Mission zur Schule gegangen und haben in der Lumpa-Bewegung ihre politischen Wurzeln.

## Infrastruktur
Es gibt Grund- und Sekundarschulen, ein Krankenhaus, ein weiteres in Lubwa Mission in der Nähe sowie eine 1000 Meter lange Flugpiste.

## Demografie
| Jahr | Einwohnerzahl |
| ---- | ------------- |
| 1990 | 7509          |
| 2000 | 11.507        |
| 2010 | 15.198        |
| 2022 | 38.805        |

## Söhne und Töchter der Stadt
- Simon Kapwepwe (1922–1980), zweiter Vizepräsident Sambias von 1967 bis 1970
- Betty Kaunda geb. Banda, Ehefrau von Kenneth Kaunda
- Kenneth Kaunda (1924–2021), von 1964 bis 1991 erster Präsident Sambias (geboren in der Missionsstation Lubwa bei Chinsali)